# Renato Moretti
Renato Moretti (fl. XX secolo) è stato un attore e sceneggiatore italiano.

## Biografia
Oltre che attore e sceneggiatore, fu segretario di edizione, aiuto-regista e aiuto-scenografo.
Come attore ricoprì il ruolo del "sor Pietro" (amico del protagonista Michele, Massimo Troisi) nel film di Ettore Scola Che ora è. fu attivo anche in televisione.

## Filmografia

### Attore

#### Cinema
- La città prigioniera, regia di Joseph Anthony (1962)
- La noia, regia di Damiano Damiani (1963)
- Vaghe stelle dell'Orsa..., regia di Luchino Visconti (1965) - non accreditato
- Il figlio della sepolta viva, regia di Luciano Ercoli (1974)
- L'appuntamento, regia di Giuliano Biagetti (1977)
- L'Italia in pigiama, regia di Guido Guerrasio (1977)
- Ho fatto splash, regia di Maurizio Nichetti (1980)
- Bim bum bam regia di Aurelio Chiesa (1981)
- Arrivano i miei, regia di Nini Salerno (1982)
- Vacanze in America, regia di Carlo Vanzina (1984)
- Amici miei - Atto IIIº, regia di Nanni Loy (1985)
- Sposerò Simon Le Bon, regia di Carlo Cotti (1986)
- I giorni del commissario Ambrosio, regia di Sergio Corbucci (1988)
- Delitti e profumi, regia di Vittorio De Sisti (1988)
- Che ora è, regia di Ettore Scola (1989)
- Cominciò tutto per caso, regia di Umberto Marino (1993)
- S.P.Q.R. - 2000 e ½ anni fa, regia di Carlo Vanzina (1994)
- Papà dice messa, regia di Renato Pozzetto (1996)

#### Televisione
- Giocondo Zappaterra, regia di Luigi Di Gianni – teleteatro, 6 gennaio 1965.
- Il piccolo Archimede, regia di Gianni Amelio – film TV (1978)
- Vita coi figli, regia di Dino Risi – miniserie TV (1991)
- L'ispettore Sarti – serie TV, episodio 1x09 (1991)
- Per amore o per amicizia, regia di Paolo Poeti – miniserie TV (1993)

### Sceneggiatore
- I criminali della galassia (1965)
- Il pianeta errante (1966)
- I diafanoidi vengono da Marte (1966)
- La morte viene dal pianeta Aytin (1967)

### Aiuto regista
- La bidonata (1977)
- Un dollaro per 7 vigliacchi (1968)
- ...4..3..2..1...morte (1967)

### Segretario di edizione
- Troppo per vivere... poco per morire (1967)
- I quattro dell'Ave Maria (1968)
- Il dolce corpo di Deborah (1968)
- E Dio disse a Caino... (1970)

### Assistente scenografo
- Baba Yaga, regia di Corrado Farina (1973)

## Doppiatori italiani
- Carlo Alighiero in I giorni del commissario Ambrosio
- Fiorenzo Fiorentini in Che ora è